# 亚西尔·阿拉法特
拉赫曼·阿卜杜勒·拉乌夫·阿拉法特·古德瓦·侯赛尼（阿拉伯語：محمد ياسر عبد الرحمن عبد الرؤوف عرفات القدوة الحسيني，1929年8月24日—2004年11月11日），通称亚西尔·阿拉法特（阿拉伯語：ياسر عرفات）或其昵称（كنية；） 阿布·阿马尔（阿拉伯語：أبو عمار，'Abū `Ammār），巴勒斯坦解放运动领袖，巴勒斯坦领导人，巴勒斯坦解放组织主席及巴解组织最大派别法塔赫的领导人，1994年巴勒斯坦民族权力机构成立后任主席。他是1994年诺贝尔和平奖的获得者之一。
阿拉法特是一個具有極大爭議的人物。 巴勒斯坦人普遍將他視為民族烈士，而以色列人則認為他是恐怖分子。但是，一些伊斯蘭主義者和巴解組織左翼分子對他有微言，認為他對以色列政府作出過多的讓步，其政權也有腐敗的問題。

## 生平
阿拉法特的父亲是个商人，共有七个孩子。在开罗大学发现的出生证上表明阿拉法特于1929年8月24日生在于埃及开罗，但根据阿拉法特的个人证件，他是生于1929年8月3日。
阿拉法特小时候大多住在开罗，除丧母初期（5岁—9岁）时住在耶路撒冷。他毕业于开罗大学，专业为土木工程。在1944年，他进入弗阿德一世大学学习，并于1950年毕业。在大学期间，他组织犹太教学生加入讨论，并大量阅读西奥多·赫茨尔等著名犹太复国主义者著作。1946年，他成为了一名阿拉伯民族主义者，并开始收购武器，这些武器将要被偷偷运送至前巴勒斯坦托管地。1950年代，阿拉法特加入埃及军队，1956年苏伊士运河危机时为埃及作战。建立了活跃的法塔赫组织之后，1969年2月3日，他被选为巴解组织领导人，他主張把猶太人從阿拉伯土地上連根拔起，並於1970年代至1980年代策劃多次恐怖襲擊，巴解組織備受國際譴責，譴責逼使阿拉法特放棄恐怖襲擊手段，改為以和平手段和以色列談判，
1990年，阿拉法特与他曾经的秘书时年27岁的苏哈·塔维尔（Suha Tawil）结婚。苏哈原来为基督徒，结婚前改宗伊斯兰教，成為穆斯林。阿拉法特夫妇1995年生养一个女儿扎赫瓦（Zahwa，意为希望和美丽，从阿拉法特母亲之名）。以色列开始攻击拉马拉以后，其妻女移居法国巴黎。苏哈后来加入法国国籍（也有说法是苏哈本来就有法国籍，因为她的父母都是法国的巴勒斯坦裔银行家和富商），搬往突尼斯。虽然一般認为阿拉法特夫妇因意見不合而分居，但阿拉法特仍然供养苏哈非常奢侈的生活。

### 建立法塔赫组织
苏伊士运河危机后，阿拉法特搬到科威特做工程师。在科威特时，他帮助建立法塔赫组织，以巴勒斯坦独立为目标。1963年，叙利亚雇佣法塔赫组织做它的第一次军事行动，计划在1964年12月炸毁一个以色列的水泵。这个行动虽然失败，但引起了以色列官方的注意。1967年六日战争结束后，以色列开始留心防备各种巴解组织，包括法塔赫。
法塔赫在失去西岸总部之后，搬到了约旦。法塔赫势力增长飞快，在约旦领土建立了自己的国中国，控制了多处战略要地，包括扎尔卡（Az Zarq）附近的炼油厂。1970年6月开始与約旦政府公开作战。并策划刺杀约旦国王侯赛因·宾·塔拉勒，侯赛因国王因被保镖推入路边水沟，并用身体舍命保护，幸免於难。事后，虽然其他伊斯蘭國家尽力调和，同年9月劫机并摧毁三架国际班机之后，约旦国王侯赛因于9月16日宣布军令状，下令驱逐法塔赫。当日阿拉法特成为巴勒斯坦解放军总司令。约旦内战开始。
在苏联支持下，叙利亚出兵支援巴解组织，派出200多辆坦克入侵约旦。为防止约旦受到前苏联支持的叙利亚入侵，约旦向时任美国总统尼克森求助，尼克森遂命令美国第六舰队由训练状态转换战斗状态，并抵近至地中海东部，距约旦仅50海里处，并向前苏联发出核威胁警告。与约旦还处于战争状态的以色列，在美国的要求和约旦的默许下，出动4架幽靈II戰鬥機低空飞越叙利亚坦克编队示威（但没有开火）。发现受到以色列空军威胁，刚在六日战争遭到毁灭性打击的叙利亚军队立刻调头撤退，后表示叙利亚只想调解约旦的冲突，并不打算入侵约旦这样一个阿拉伯兄弟国家。自此，约旦军队得以集中坦克、飞机以及所有重型武器打击巴解组织，巴解组织力战不敌。到9月24日，约旦军队获得勝利，逼迫阿拉法特签订停火协议。整个冲突中，巴解组织一半以上成员被打死，被黎巴嫩好心接收的残部，没有足够的人手抬伤员，需要黎巴嫩空姐协助抬伤员下飞机。这个月份在约旦历史上称为“黑色九月”。

### 黎巴嫩
离开约旦之后，阿拉法特把巴解组织搬到黎巴嫩。他的职务继续提升，1973年成为巴解组织组织政委会首脑。黎巴嫩中央政府懦弱無力情況下，巴解完全自由活动。以色列称它的领域为“法塔赫区”。
黎巴嫩基督教馬龍派势力对巴解组织的恐怖主義行為日益不满，终于被慕尼黑事件引爆。1975年黎巴嫩内战爆发，促使敘利亞和以色列全面介入黎巴嫩。直到1981年以色列國防部長阿里埃勒·沙龙受黎巴嫩基督教势力请求率以色列军队武装干涉前，内战共导致黎巴嫩穆斯林、黎巴嫩基督教民兵、巴解组织共将近40,000名武装人员伤亡；非武装人员和平民伤亡则不计其数。有“东方小巴黎”之称的黎巴嫩首都贝鲁特变得满目疮痍，黎巴嫩成为最贫穷的阿拉伯国家之一。
当夏隆的部队包围贝鲁特后，黎巴嫩穆斯林武装开始转变态度，配合以军作战，提供阿拉法特指挥所的位置和其他重要情报，最终导致巴解组织伤亡惨重，被迫同意撤出黎巴嫩。

### 巴勒斯坦民族权力机构

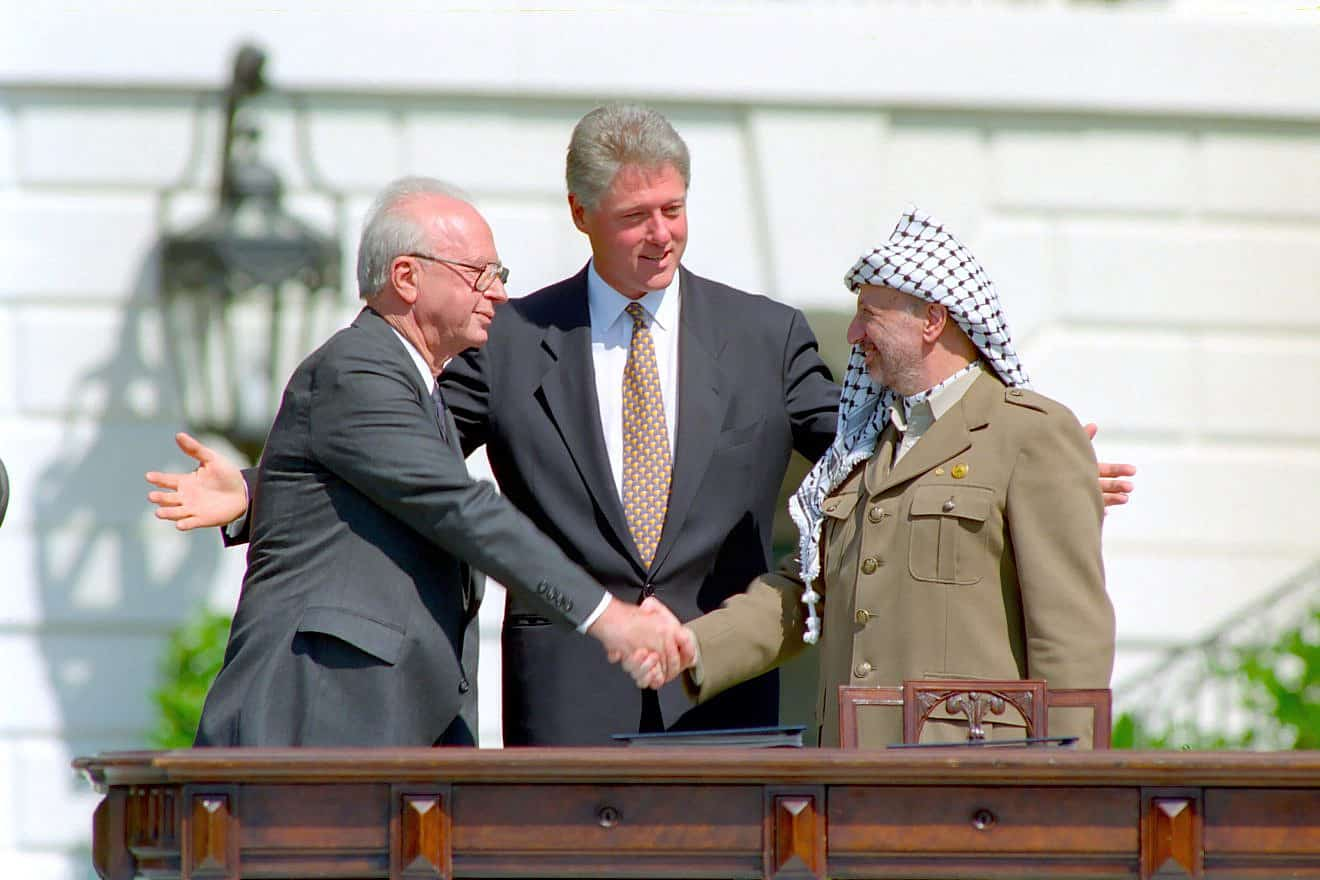
伊扎克·拉宾、比尔·克林顿和阿拉法特於1993年9月13日达成奧斯陸協議的一刻

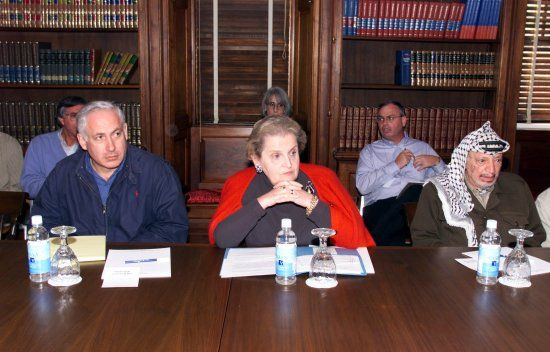
1998年10月16日阿拉法特与以色列总理本雅明·内塔尼亚胡（左）和美国国务卿马德琳·奥尔布赖特（中）会面

1993年9月13日，《奥斯陆协议》签订，允许巴勒斯坦在五年之内获得約旦河西岸和加萨走廊的自治權。以色列总理伊扎克·拉宾，阿拉法特和以色列国外交部长希蒙·佩雷斯因此获得1994年的诺贝尔和平奖。这个协定建立巴勒斯坦自治政府，阿拉法特为第一个首脑。1995年，伊扎克·拉宾被暗杀之后，和平进程停滞。
1996年1月20日，巴勒斯坦大选，阿拉法特以87%投票获胜。国际观察员宣布这个选举是自由并公平，但是也有人认为大多数反对阿拉法特的组织决定不参加竞选，这个竞选并非真正的民主选举。巴勒斯坦民族权力机构首脑的名词是阿拉伯语ra'is（或称“头”，在中文中一般译作“主席”，在英语中有两种翻译法。以色列资料一般翻译为“Chairman”（主席），美国一般同以色列。而巴勒斯坦文件译为“President”（总统/主席），联合国使用这个词汇）。

## 逝世

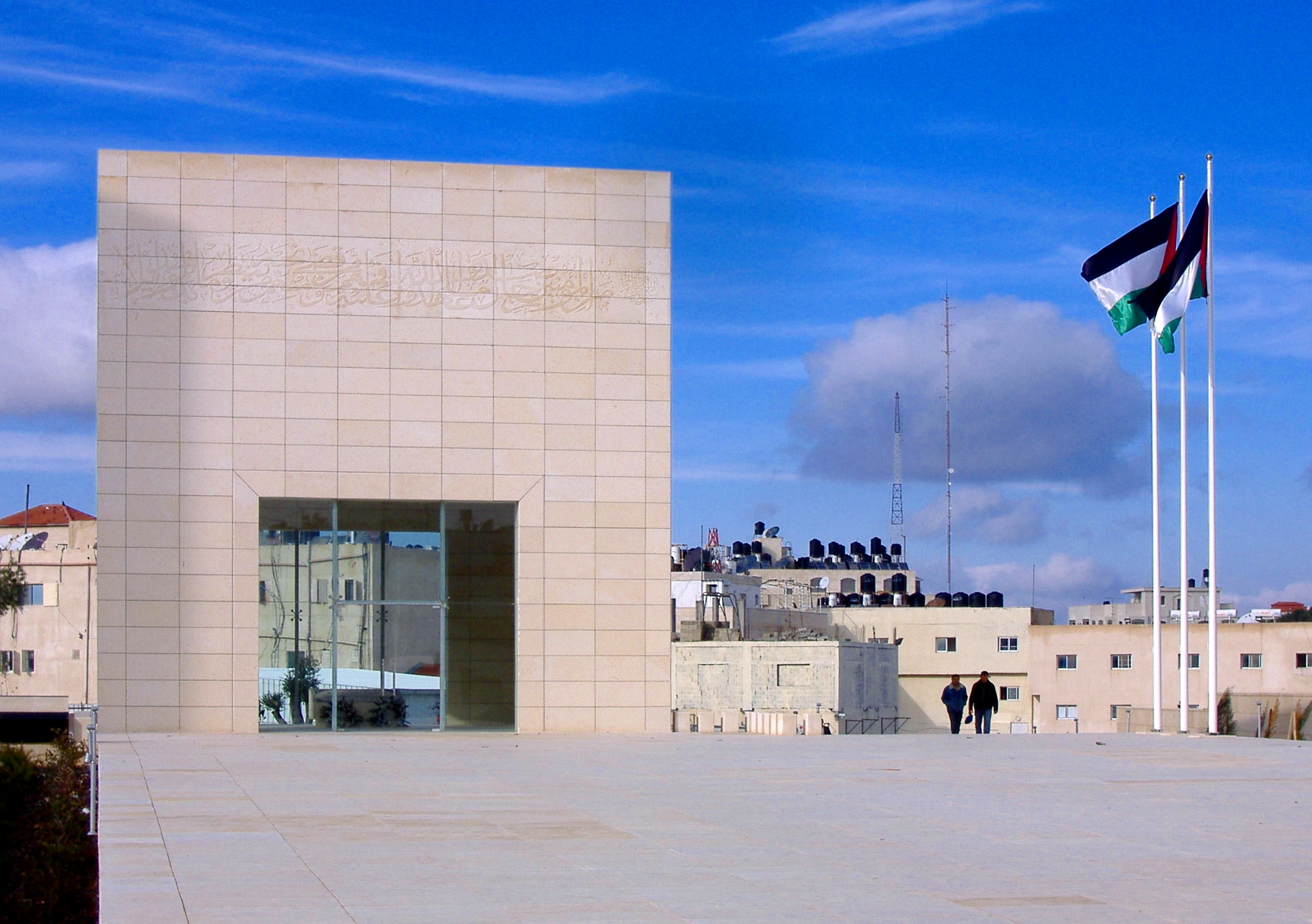
拉姆安拉的阿拉法特陵寢

2004年10月底，阿拉法特健康出现问题，据说10月27日开会时出现呕吐，并晕倒了10分钟。起初报告是流感，但此说法存在激烈争论。之后，巴勒斯坦和突尼斯医生进入他的住处进行病因诊断。10月29日，又有约旦和埃及的医生加入诊断医疗组。有一名医生认为他患的是血液病特发性血小板减少性紫癜（ITP），但其他医生觉得这个诊断并不能解释他所有的病状。
这些醫療報告发布之后，以色列政府宣告阿拉法特可以离开住处寻医。阿拉法特开始不愿走，因为以色列政府曾经宣布他走了之后无法再回巴勒斯坦。以色列政府再次宣布如果因健康问题离开之后，准许回国。10月29日，阿拉法特飞到法国巴黎治疗。11月11日逝世，并被安葬在拉姆安拉的陵墓中。

## 争议

### 死因争议

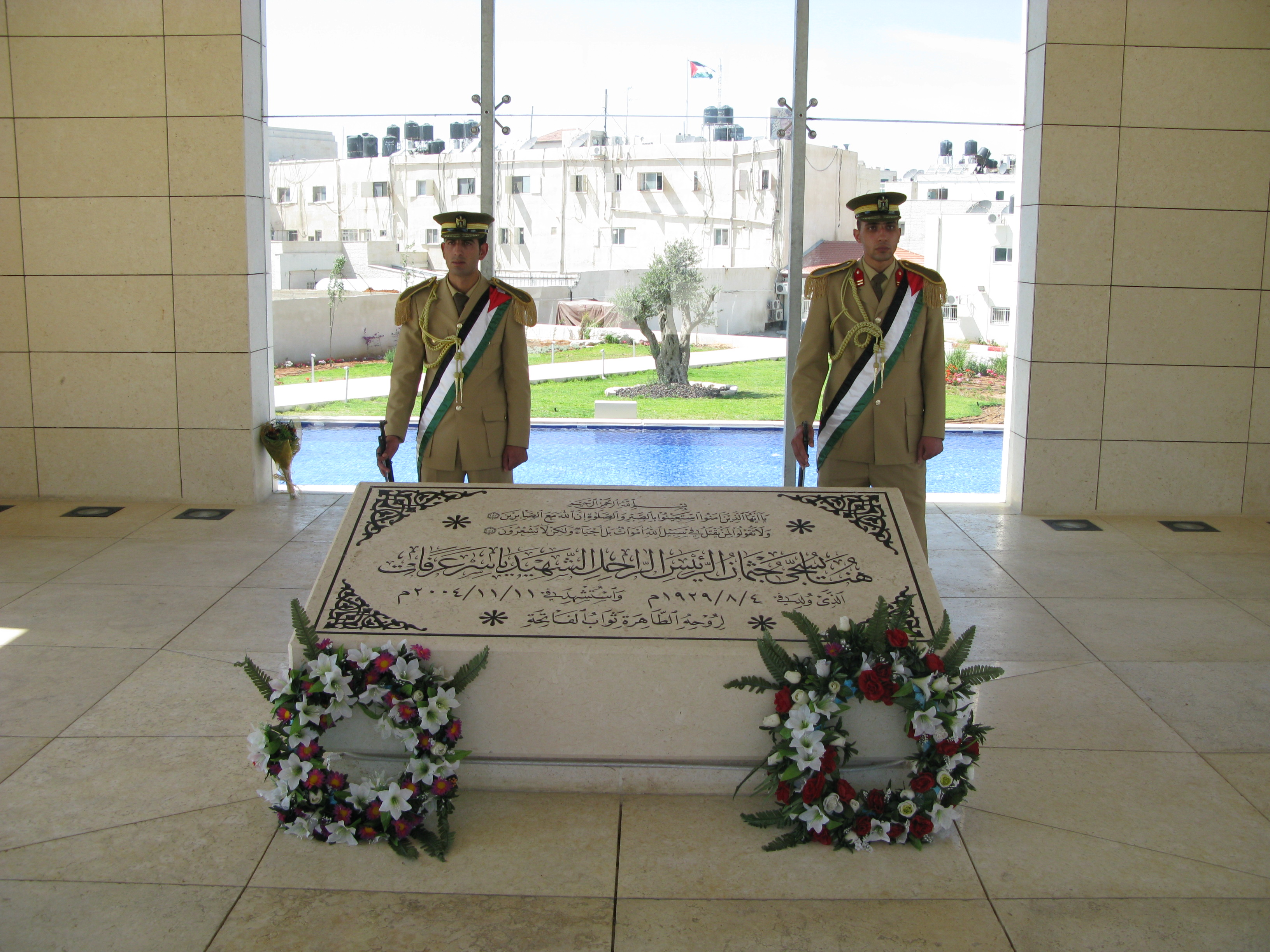
阿拉法特陵寢內的墓石

2012年7月3日据媒体报道，瑞士一家实验室的检验结果显示，阿拉法特可能死于高剂量放射性钋中毒。
瑞士Radiophysique研究所在阿拉法特穿过的内衣上发现的钋-210含量足以杀死20人。该研究所主任弗朗索瓦·博查德（Francois Bochod）称：“我可以证实，我们在沾有阿拉法特体液的衣物上发现了无法解释的大量钋-210。”
这些衣物是阿拉法特的遗孀交给半岛电视台的，半岛电视台随后又将它们送到Radiophysique研究所进行检测。
这一检测结果重新引发巴勒斯坦人对阿拉法特死因的怀疑，认为他可能死于以色列情报机构摩萨德的暗杀。
阿拉法特死因调查委员会於2012年7月12日在约旦河西岸城市拉姆安拉举行的新闻发布会上宣布，根据现有材料和阿拉法特生前临床症状可以推断他是中毒身亡。阿拉法特死因调查委员会医学组负责人、巴民族权力机构主席阿巴斯的约旦私人医生阿卜杜拉·巴希尔当天在新闻发布会上说，根据法国贝尔西军医院提供的医学报告和阿拉法特生前临床症状推断，其并非死于某种疾病或自然死亡，而是中毒身亡。
2012年11月27日，据媒体报导，巴勒斯坦消息人士表示，阿拉法特于27日重新入土为安，调查人员已从他的遗体取出样本，将检验是否有毒杀迹象。
巴勒斯坦消息人士2013年10月24日说瑞士和俄罗斯研究人员关于巴解前领导人阿拉法特的尸检报告排除了阿拉法特死于放射性物质钋中毒的可能性。11月16日，半島电视台報導，瑞士驗屍報告，發現其遺體中，驗出高劑量放射性釙。其家屬認為，阿拉法特可能是遭毒死。

### 个人财产争议
阿拉法特是名富豪，但就其财产数量究竟何等庞大尚有争论。
2002年8月，时任以色列军事情报局局长Aharon Ze'evi估计阿拉法特个人财产超过13亿美金。
2003年美国商业杂志《福布斯》估计他有3亿美金，在国家领导人中排名第六位，杂志社没有说明数据来源。

### 谋杀美国外交官员
美国联邦调查局正在调查阿拉法特是否在1973年3月1日下令谋杀两位美国外交官员。那天八个黑色九月恐怖组织分子闯入沙特阿拉伯在苏丹首都喀土穆的大使馆，绑架多人，包括美国大使Cleo Noel，临时代办George Curtis Moore，和比利时外交官Guy Eid。第二天这三个外交官被杀。美国国家安全部声称拥有录音，证明阿拉法特下令杀害三人，但是至今录音仍未公布。阿拉法特的代理人赛义卜·埃雷卡特否认此指控。